# 北鹨
北鹨（学名：Anthus gustavi），又名北鷚，为鶺鸰科鹨属的鸟类。主要繁殖於東古北界的苔原及河岸密植區域，分佈範圍從伯朝拉河到楚科奇半島。它也在堪察加和科曼多爾群島繁殖。它是一種長途遷徙的候鳥，冬季會遷徙至印尼。偶爾在九月和十月，白背鷚可能會在西歐出現。此物種於1863年由羅伯特·斯文豪首次描述。

## 描述
A. gustavi 是一種小型鷚，外形與非繁殖期的紅喉鷚有些相似。其背部有粗重的棕色條紋，帶有白色肩羽條紋，腹部為白色，胸部為淺黃褐色，並伴有黑色標記。與紅喉鷚相比，白背鷚的喙較粗大，肩羽條紋較白，且其胸部與白色腹部之間有明顯對比。
此物種在長草中行動遲緩，即使受到驚擾也不願飛起。其叫聲是獨特的電氣般 zip 音。雖然叫聲通常有助於辨識鷚類，但此物種的叫聲遠少於其他大多數鷚類。此外，加上其潛行習性，使得在北極的繁殖地以外要發現和辨識此物種變得困難。
在西歐，要觀察到這種稀有物種，設德蘭群島的費爾島可能是最佳地點。該小島上的植被稀少，這使得潛行的雀形目鳥類較易被發現。
白背鷚的繁殖棲地是潮濕的苔原、開闊森林或沼澤。巢築於地面，通常產下四到五枚卵。此物種與其近親一樣是食蟲性的。

## 詞源
屬名 Anthus 來自拉丁語，是草原小鳥的名稱。種名 gustavi 是為了紀念荷蘭博物學家施古德。
其英文名稱（Pechora pipit）源自俄羅斯西北部的伯朝拉河。

## 亚种
- 北鹨指名亚种（学名：Anthus gustavi gustavi）。分布于前苏联、朝鲜、日本、琉球群岛、菲律宾、印度尼西亚、台湾以及中国的东北、河北、山东、江苏、福建、广东、江西等地。该物种的模式产地在福建厦门。[5]
- 北鹨东北亚种（学名：Anthus gustavi menzbieri）。分布于乌苏里以及中国大陆的东北、黑龙江等地。该物种的模式产地在东北兴凯湖。[6]

## 分布與棲地
分布于前苏联、台湾以及中国的黑龙江、河北、山东、江苏、福建、广东、江西等地，主要栖息于河滩、海滨、灌木丛及田野、林缘地区。该物种的模式产地在福建厦门。